# Pseudostygarctus apuliae
Pseudostygarctus apuliae is een soort in de taxonomische indeling van de beerdiertjes (Tardigrada). 
Het diertje behoort tot het geslacht Pseudostygarctus en behoort tot de familie Stygarctidae. De wetenschappelijke naam van de soort werd voor het eerst geldig gepubliceerd in 2000 door Gallo-D'Addabbo, de Zio & D'Addabbo.